# Morkillioideae
Morkillioideae es una subfamilia con 3 géneros de plantas  perteneciente a la familia Zygophyllaceae. 

## Géneros
Morkillia - Sericodes - Viscainoa